# West End (London)
 For alternative betydninger, se West End (musikgruppe).
West End er et område i London mest inden for City of Westminster. Det er særlig kendt som byens teaterdistrikt og omfatter også flere af de største turistattraktioner og handelsgader.
Området ligger vest for City of London, byens centrum i romersk tid og middelalderen. Det var længe et boligområde for den rigere del af befolkningen, fordi vinden sjælden blæste røgen fra resten af London i den retning. Den lå også nær Westminster, landets magtcentrum. Området blev udbygget særligt i 17. til 19. århundrede.
Definitionen af området er fleksibel:
Enkelte gange menes det historiske West End, som omfatter en stor del af det centrale London vest for City, med Park Lane og Hyde Park som en naturlig afgrænsning vestover.
Andre gange menes teaterområdet omkring Leicester Square og Covent Garden eller forretningerne omkring Oxford Street, Regent Street og Bond Street. Knightsbridge, som geografisk set ikke tilhører West End, kaldes ofte West End Shopping, fordi de har eksklusive butikker som dem i det egentlige West End.

## Steder i West End
- Euston
- Bloomsbury
- Holborn
- Covent Garden
- Seven Dials
- Soho
- Fitzrovia
- Westminster
- Marylebone
- Pimlico
- Mayfair
- St James's
- Victoria

### Kendte gader
- Charing Cross Road
- Oxford Street
- Regent Street
- Bond Street
- Shaftesbury Avenue
- Tottenham Court Road
- The Strand
- Piccadilly
- Kingsway
- Wardour Street

### Kendte pladser
- Leicester Square
- Trafalgar Square
- Berkeley Square
- Piccadilly Circus
- Oxford Circus
- Hyde Park Corner
- Marble Arch
- Soho Square

51°30′48″N 0°07′43″V / 51.513333333333°N 0.12861111111111°V